# Mobilspel i Crash Bandicoot-serien
Detta är en lista över alla mobilspel i Crash Bandicoot-serien, inklusive spelen till operativsystemet IOS. Alla utgivningsdatum gäller för Nordamerika, om ingen annan region nämns.

## Crash Nitro Kart
Crash Nitro Kart är ett racingspel som utvecklades av I-Play och släpptes september 2004. Det baseras på konsolversionen med samma namn, där Crash med vänner blir kidnappad och tvingas tävla i galaxisk tävling för att rädda jorden från undergång. Det finns tre banor att köra på och man kan skicka in sina poäng till en topplista på internet.

## Crash Twinsanity
Crash Twinsanity är ett mobilspel som är utvecklat av I-Play och släpptes den 6 november 2004. Detta är en mobilversion av konsolspelet med Crash Twinsanity till Playstation 2 och Xbox. Spelet går ut på att hjälpa Crash Bandicoot och doktor Neo Cortex när de tvingas samarbeta för att rädda Crashs hemö från att förstöras.

## Crash Bandicoot
Crash Bandicoot är ett tvådimensionellt plattformsspel som är utvecklat av Kaolink för mobiltelefoner. Det släpptes den 25 april 2005. Spelet innehåller 18 nivåer, som man kan samla på sig föremål för att slutföra nivåerna fullständigt; precis som konsolspelen.

## Crash Twinsanity 3D
Crash Twinsanity 3D är ett plattformsspel utvecklat av I-Play för mobiltelefonerna Motorola E1000, V980, C980, Nokia 6630, Sony Ericsson V800, Sharp 802 SH, 902 SH samt Toshiba V902T. Det använder sig av tredimensionell grafik. Det gavs ut juni 2004.

## Crash Racing
Crash Racing är ett racingspel utvecklat av Kaolink för mobiltelefoner. Spelet är baserat på konsolversionen Crash Tag Team Racing. Det innehåller fyra spelbara karaktärer och nio banor, varav tre världar.

## Crash Bandicoot Party Games
Crash Bandicoot Party Games är ett partyspel som är publicerat av Vivendi Games Mobile. Spelet släpptes i oktober 2007 och är baserat på Nintendo DS-spelet Crash Boom Bang!. Det innehåller 14 minispel.

## Crash of the Titans
Crash of the Titans är ett mobilspel inom genren beat 'em up. Spelupplägget är baserat på konsolspelet Crash of the Titans, där Crash kan använda sig av Aku Akus kraft att kapa mutanterna och använda dem mot varandra.

## Crash Bandicoot Intuition♪
Crash Bandicoot Intuition♪ (直感♪クラッシュ・バンディクー Chokkan♪ Crash Bandicoot?) är ett japanskt mobilspel som är publicerat av Vivendi Games Mobile år 2007 för DoCoMo SH904i. Spelet använder sig av telefonens rörelsesensorer för att styra.

## Crash Nitro Kart 2
Crash Nitro Kart 2 är ett racingspel som är utvecklat är IP4U för mobiltelefoner med Java. Spelet släpptes i juni 2008. Det finns åtta spelbara karaktärer och 16 banor, varav åtta världar.

## Crash Bandicoot Nitro Kart 3D
Crash Bandicoot Nitro Kart 3D är ett racingspel som är utvecklat av Polarbit för Iphone, Series 60, NGI, Brew och Zeebo. Spelet handlar om Crash och hans vänner som tävlar i en tävling som Nitrous Oxide har arrangerat. Det släpptes på App Store den 9 juli 2008 i Europa och Nordamerika.

## Crash Bandicoot Mutant Island
Crash Bandicoot Mutant Island är ett actionspel som har utvecklats och givits ut av Glu Games för Blackberry. Det släpptes den 30 juni 2009.

## Crash Bandicoot Nitro Kart 2
Crash Bandicoot Nitro Kart 2 är ett racingspel som är utvecklat av Polarbit för Iphone och Ipod Touch. Spelet fungerar som en uppföljare till Crash Bandicoot Nitro Kart 3D. Det finns tio karaktärer att välja mellan och 12 banor att köra på. Det stödjer multiplayer via Wi-Fi.